# Hermonassa xanthochlora
Hermonassa xanthochlora är en fjärilsart som beskrevs av Charles Boursin 1967. Hermonassa xanthochlora ingår i släktet Hermonassa och familjen nattflyn. Inga underarter finns listade i Catalogue of Life.